# 1450-es évek
Évszázadok: 14. század · 15. század · 16. század
Évtizedek: 1400-as évek · 1410-es évek · 1420-as évek · 1430-as évek · 1440-es évek · 1450-es évek · 1460-as évek · 1470-es évek · 1480-as évek · 1490-es évek · 1500-as évek
Évek: 1450 · 1451 · 1452 · 1453 · 1454 · 1455 · 1456 · 1457 · 1458 · 1459

## A világ vezetői
- V. László magyar király (Magyar Királyság) (1445–1457† )
  - Hunyadi János (kormányzó) (1446–1456† )
  - Cillei Ulrik (főkapitány) (1456† )
  - Hunyadi László (főkapitány) (1457† )
- I. Mátyás magyar király (1458–1490† )